# Giải Kavli
Giải Kavli là một giải thưởng quốc tế của Na Uy dành cho các nhà khoa học có cống hiến xuất sắc trong các ngành Vật lý thiên văn, Công nghệ nano và Khoa học thần kinh. Giải này được thiết lập năm 2005 với sự phối hợp giữa Viện hàn lâm Khoa học Na Uy, Bộ Giáo dục và Nghiên cứu Na Uy và Quỹ Kavli (ở California), được trao mỗi 2 năm cho 3 ngành khoa học nói trên.
Giải Kavli gồm một huy chương bằng vàng , một bằng chứng nhận cùng một khoản tiền thưởng là 1 triệu dollar Mỹ, và được trao lần đầu ngày 9.9.2008 bởi thái tử Haakon của Na Uy.

## Việc tuyển chọn các người đoạt giải
Viện hàn lâm Khoa học Na Uy bổ nhiệm 3 Ủy ban tuyển chọn cho 3 ngành gồm các nhà khoa học quốc tế hàng đầu theo sự tiến cử của:
- Viện Khoa học Trung Quốc
- Viện Hàn lâm Khoa học Pháp
- Hội Max Planck (Đức)
- Viện hàn lâm Khoa học quốc gia Hoa Kỳ
- Viện hàn lâm Khoa học Na Uy
- Hội Hoàng gia Luân Đôn

Ba ủy ban nói trên sẽ tuyển chọn những người đoạt giải dựa trên một danh sách các ứng viên được đề cử và Viện hàn lâm Khoa học Na Uy sẽ công bố tên những người đoạt giải.

## Những người đoạt giải

### Vật lý thiên văn
| Năm  | Người đoạt giải | Người đoạt giải       | Nơi làm việc                                                | Quốc gia                                         | Chú thích |
| ---- | --------------- | --------------------- | ----------------------------------------------------------- | ------------------------------------------------ | --- |
| 2008 |                 | Maarten Schmidt       | Học viện Công nghệ California                               | Hà Lan                                           | "cho những đóng góp của họ ảnh hưởng mạnh đến sự hiểu biết sau này về bản chất của các chuẩn tinh (quasar)"                                                                              |
| 2008 |                 | Donald Lynden-Bell    | Đại học Cambridge                                           | Vương quốc Liên hiệp Anh và Bắc Ireland          | "cho những đóng góp của họ ảnh hưởng mạnh đến sự hiểu biết sau này về bản chất của các chuẩn tinh (quasar)"                                                                              |
| 2010 |                 | Jerry E. Nelson       | Đài thiên văn Lick, Đại học California tại Santa Cruz       | Hoa Kỳ                                           | "cho những đóng góp của họ vào việc phát triển các kính viễn vọng khổng lồ" |
| 2010 |                 | Raymond N. Wilson     | Tổ chức Nghiên cứu vũ trụ châu Âu tại bán cầu Nam, Garching | Vương quốc Liên hiệp Anh và Bắc Ireland          | "cho những đóng góp của họ vào việc phát triển các kính viễn vọng khổng lồ" |
| 2010 |                 | James Roger Angel     | Đài thiên văn Steward, Đại học Arizona                      | Hoa Kỳ                                           | "cho những đóng góp của họ vào việc phát triển các kính viễn vọng khổng lồ" |
| 2012 |                 | David C. Jewitt       | Đại học California tại Los Angeles                          | Vương quốc Liên hiệp Anh và Bắc Ireland · Hoa Kỳ | "cho việc phát hiện và nêu rõ đặc tính của Vành đai Kuiper cùng các thiên thể của vành đai này của họ, một công trình dẫn tới sự hiểu biết nhiều hơn lịch sử của hệ hành tinh chúng ta." |
| 2012 |                 | Jane Luu              | Phòng thí nghiệm Lincoln, Học viện Công nghệ Massachusetts  | Hoa Kỳ                                           | "cho việc phát hiện và nêu rõ đặc tính của Vành đai Kuiper cùng các thiên thể của vành đai này của họ, một công trình dẫn tới sự hiểu biết nhiều hơn lịch sử của hệ hành tinh chúng ta." |
| 2012 |                 | Michael E. Brown      | Học viện Công nghệ California                               | Hoa Kỳ                                           | "cho việc phát hiện và nêu rõ đặc tính của Vành đai Kuiper cùng các thiên thể của vành đai này của họ, một công trình dẫn tới sự hiểu biết nhiều hơn lịch sử của hệ hành tinh chúng ta." |
| 2014 |                 | Alan H. Guth          | Học viện Công nghệ Massachusetts                            | Hoa Kỳ                                           | "cho những công trình tiên phong về lý thuyết dãn nở vũ trụ của họ |
| 2014 |                 | Andrei D. Linde       | Đại học Stanford                                            | Nga · Hoa Kỳ                                     | "cho những công trình tiên phong về lý thuyết dãn nở vũ trụ của họ |
| 2014 |                 | Alexei A. Starobinsky | Viện Landau về Vật lý lý thuyết                             | Nga                                              | "cho những công trình tiên phong về lý thuyết dãn nở vũ trụ của họ |

### Công nghệ nano
| Năm  | Người đoạt giải | Người đoạt giải        | Nơi làm việc                                   | Quốc gia                                | Chú thích |
| ---- | --------------- | ---------------------- | ---------------------------------------------- | --------------------------------------- | --- |
| 2008 |                 | Louis Brus             | Đại học Columbia                               | Hoa Kỳ                                  | cho ảnh hưởng lớn lao của họ trong việc phát triển lãnh vực công nghệ nano của các cấu trúc nano 0 chiều và một chiều trong Vật lý học, Hóa học và Sinh học"                              |
| 2008 |                 | Sumio Iijima           | Đại học Meijo                                  | Nhật Bản                                | cho ảnh hưởng lớn lao của họ trong việc phát triển lãnh vực công nghệ nano của các cấu trúc nano 0 chiều và một chiều trong Vật lý học, Hóa học và Sinh học"                              |
| 2010 |                 | Donald Eigler          | IBM Almaden Research Center, San Jose, Hoa Kỳ  | Hoa Kỳ                                  | "cho việc phát triển các phương pháp mới của họ cho vấn đề kiểm soát nanoscale" |
| 2010 |                 | Nadrian C. Seeman      | Đại học New York                               | Hoa Kỳ                                  | "cho việc phát triển các phương pháp mới của họ cho vấn đề kiểm soát nanoscale" |
| 2012 |                 | Mildred S. Dresselhaus | Học viện Công nghệ Massachusetts               | Hoa Kỳ                                  | "cho những đóng góp tiên phong trong việc nghiên cứu các phonons, các tương tác electron-phonon, và việc truyền nhiệt trong các cấu trúc nano của họ."                                    |
| 2014 |                 | Thomas W. Ebbesen      | Đại học Louis Pasteur, Đại học Strasbourg      | Na Uy · Pháp                            | "cho những cống hiến có tính thay đổi trong lãnh vực quang học nano, qua đó đã phá bỏ quan niệm tồn tại lâu nay về những hạn chế của những giới hạn phân giải của kính hiển vi quang học" |
| 2014 |                 | Stefan W. Hell         | Max Planck Institute for Biophysical Chemistry | Đức                                     | "cho những cống hiến có tính thay đổi trong lãnh vực quang học nano, qua đó đã phá bỏ quan niệm tồn tại lâu nay về những hạn chế của những giới hạn phân giải của kính hiển vi quang học" |
| 2014 |                 | John B. Pendry         | Imperial College London                        | Vương quốc Liên hiệp Anh và Bắc Ireland | "cho những cống hiến có tính thay đổi trong lãnh vực quang học nano, qua đó đã phá bỏ quan niệm tồn tại lâu nay về những hạn chế của những giới hạn phân giải của kính hiển vi quang học" |

### Khoa học thần kinh
| Năm  | Người đoạt giải | Người đoạt giải            | Nơi làm việc                                    | Quốc gia                                         | Chú thích                                                                                         |
| ---- | --------------- | -------------------------- | ----------------------------------------------- | ------------------------------------------------ | ------------------------------------------------------------------------------------------------- |
| 2008 |                 | Sten Grillner              | Học viện Karolinska                             | Thụy Điển                                        | "cho những phát hiện của họ về logic phát triển và chức năng của các mạch thần kinh"              |
| 2008 |                 | Thomas Jessell             | Đại học Columbia                                | Vương quốc Liên hiệp Anh và Bắc Ireland · Hoa Kỳ | "cho những phát hiện của họ về logic phát triển và chức năng của các mạch thần kinh"              |
| 2008 |                 | Pasko Rakic                | Trường Y học Đại học Yale                       | Serbia · Hoa Kỳ                                  | "cho những phát hiện của họ về logic phát triển và chức năng của các mạch thần kinh"              |
| 2010 |                 | Richard H. Scheller        | Genentech, South San Francisco, California      | Hoa Kỳ                                           | "cho việc phát hiện của họ về nền tảng phân tử của việc phát ra chất dẫn truyền thần kinh"        |
| 2010 |                 | Thomas C. Südhof           | Trường Y học Đại học Stanford                   | Đức                                              | "cho việc phát hiện của họ về nền tảng phân tử của việc phát ra chất dẫn truyền thần kinh"        |
| 2010 |                 | James E. Rothman           | Đại học Yale                                    | Hoa Kỳ                                           | "cho việc phát hiện của họ về nền tảng phân tử của việc phát ra chất dẫn truyền thần kinh"        |
| 2012 |                 | Cornelia Isabella Bargmann | Đại học Rockefeller                             | Hoa Kỳ                                           | "cho việc làm sáng tỏ của họ về những bộ máy thần kinh cơ bản ở dưới nhận thức và sự quyết định." |
| 2012 |                 | Winfried Denk              | Viện nghiên cứu Y học Max Planck                | Đức                                              | "cho việc làm sáng tỏ của họ về những bộ máy thần kinh cơ bản ở dưới nhận thức và sự quyết định." |
| 2012 |                 | Ann M. Graybiel            | Học viện Công nghệ Massachusetts                | Hoa Kỳ                                           | "cho việc làm sáng tỏ của họ về những bộ máy thần kinh cơ bản ở dưới nhận thức và sự quyết định." |
| 2014 |                 | Brenda Milner              | Montreal Neurological Institute, Đại học McGill | Canada                                           | "cho những khám phá về mạng thần kinh não chuyên biệt về ghi nhớ và nhận thức"                    |
| 2014 |                 | John O’Keefe               | University College London                       | Vương quốc Liên hiệp Anh và Bắc Ireland          | "cho những khám phá về mạng thần kinh não chuyên biệt về ghi nhớ và nhận thức"                    |
| 2014 |                 | Marcus E. Raichle          | Đại học Washington, St.Louis                    | Hoa Kỳ                                           | "cho những khám phá về mạng thần kinh não chuyên biệt về ghi nhớ và nhận thức"                    |